# General Motors Building
Le General Motors Building est un gratte-ciel construit dans les années 1960 à l'angle de la Cinquième Avenue et de la 59e rue, non loin de Central Park, à Manhattan. Il a été conçu par Edward Durell Stone & Associates et Emery Roth & Sons.
En 2013, la milliardaire chinoise Zhang Xin acquiert 40 % du  General Motors Building pour 536 millions d'euros.